# Epilobium pseudorubescens
Epilobium pseudorubescens är en dunörtsväxtart som beskrevs av A.K. Skvortsov. Epilobium pseudorubescens ingår i släktet dunörter, och familjen dunörtsväxter. Inga underarter finns listade i Catalogue of Life.